# Сырым батыр
Сырым батыр (каз. Сырым батыр, до 2022 г. — Котельниково) — село в Байтерекском районе Западно-Казахстанской области Казахстана. Входит в состав Бейбитшиликского сельского округа. Находится примерно в 50 км к северу от села Перемётное. Код КАТО — 274439300.

## Население
В 1999 году население села составляло 319 человек (159 мужчин и 160 женщин). По данным переписи 2009 года, в селе проживали 232 человека (118 мужчин и 114 женщин).